# Paternò-Büchi-Reaktion
Die Paternò-Büchi-Reaktion ist eine nach Emanuele Paternò und George Hermann Büchi benannte photochemische [2+2]-Cycloaddition zur Bildung von viergliedrigen Oxetan-Ringen aus einer Carbonyl-Komponente und einem Alken. 

## Übersichtsreaktion
Im Beispiel reagiert Aceton mit 2,3-Dimethylbut-2-en unter Lichteinwirkung zum Hexamethyloxetan (1):
Die Substituenten am Alken und der Carbonylkomponente bestimmen die Stereochemie der Produkte, so entsteht bei der Reaktion von Benzaldehyd (Ph = Phenylrest) mit 2-Methylbuten ein Gemisch der beiden strukturisomeren Oxetane 2a und 2b:

## Mechanismus
Die Reaktion wird durch Bestrahlung mit langwelligem UV-Licht, die nur die Carbonylverbindung anregt, initiiert. Die Carbonylverbindung (Aldehyd oder Keton) reagiert mit dem Alken konzertiert oder über eine Diradikal-Stufe.
Olefine mit elektronenziehenden Substituenten bevorzugen einen konzertierten Mechanismus, während Donor-Substituenten einen radikalischen Mechanismus begünstigen, wobei die Diradikale über Abfangreaktionen nachgewiesen werden können.

## Anwendung
Die Reaktion wird in der Naturstoffsynthese eingesetzt, hat aber wegen der oft geringen Selektivität nur begrenzte Bedeutung.